# Искандаров, Джурабек

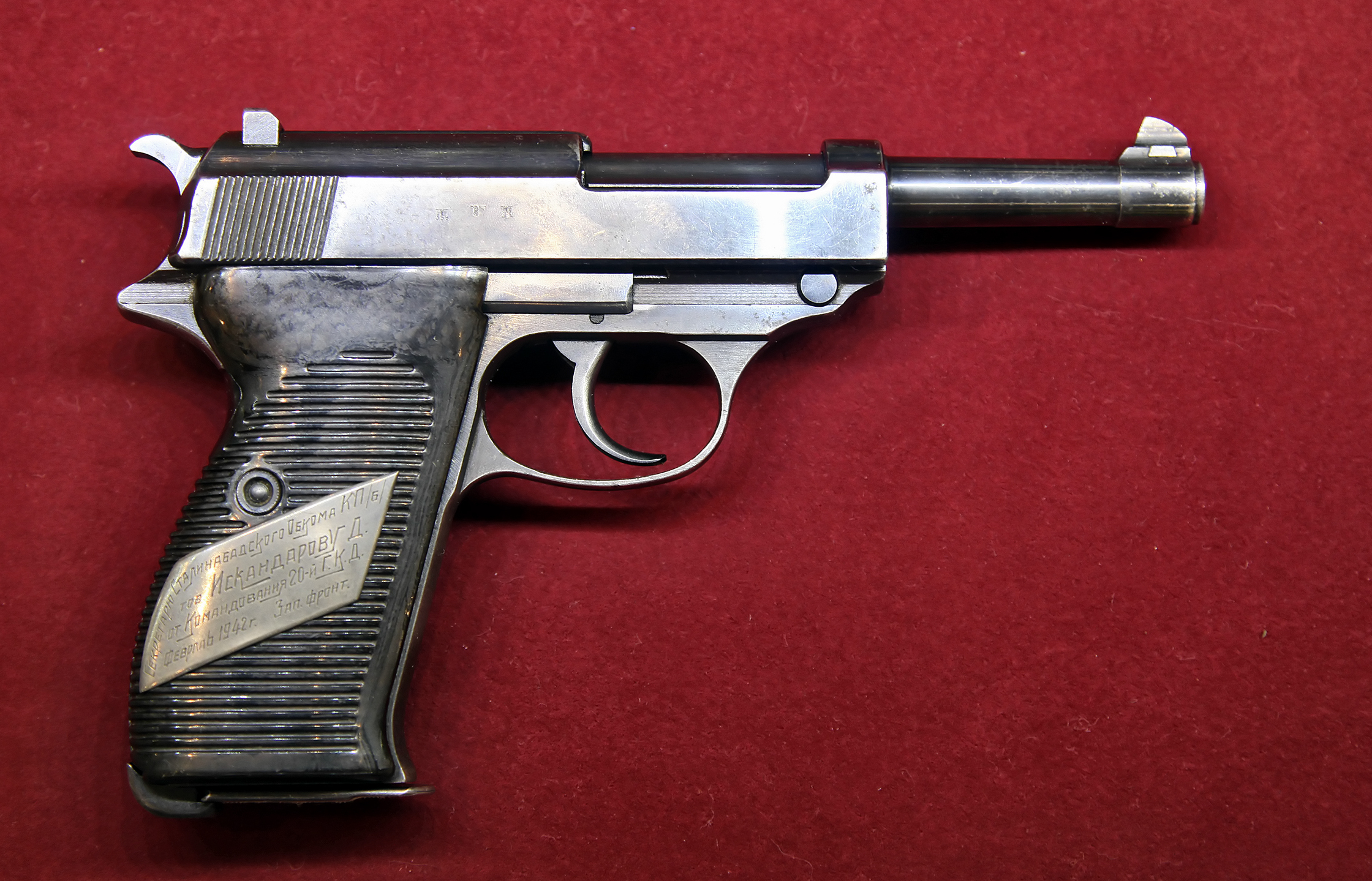
Наградной Walther P38 Д. Искандарова, в Тульском музее оружия.

Джурабек Искандаров (23 февраля 1902 года, кишлак Хамирчуй, Скобелевский уезд, Ферганская область, Российская империя — 22 ноября 1979 года, Душанбе, Таджикская ССР, СССР) — советский государственный и политический деятель, второй секретарь ЦК КП(б) Таджикистана (1937 — 1938 годы), первый секретарь Сталинобадского областного комитета КП (б) Таджикистана (1946 — 1948 годы).

## Биография
Джурабек Искандаров член ВКП(б) с 1927 года. С 1931 года по 1933 год обучался в Коммунистическом университете имени Я. М. Свердлова. В 1949 году окончил Курсы переподготовки при ЦК ВКП(б).
Трудовую деятельность начал в 1919 году секретарем Союза «Кошчи». C 1921 года работал учителем кишлачной школы.
- 1923 — 1925 годы — председатель Хамирчуйского кишлачного Совета,
- 1925 — 1926 годы — в рабоче-крестьянской милиции,
- 1926 — 1927 годы — председатель Кучкакского кишлачного Совета,
- 1928 — 1930 годы — заведующий районным земельным отделом,
- 1930 — 1931 годы — ответственный секретарь Канибадамского районного комитета КП(б) Таджикистана,
- 1933 — 1934 годы — начальник политического отдела Лакайточикской машинно-тракторной станции (Кокташский район Таджикской ССР),
- 1934 — 1935 годы — первый секретарь Кокташского районного комитета КП(б) Таджикистана,
- 1935 — 1937 годы — первый секретарь Пархарского районного комитета КП(б) Таджикистана,
- 1937 — 1938 годы — второй секретарь ЦК КП(б) Таджикистана,
- 1938 — 1939 годы — директор Курган-Тепинской машинно-тракторной станции (Таджикская ССР),
- 1939 — 1940 годы — начальник управления хлопководства Народного комиссариата земледелия Таджикской ССР,
- 1940 — 1946 годы — второй секретарь Сталинабадского областного комитета КП(б) Таджикистана,
- 1946 — 1948 годы — первый секретарь Сталинабадского областного комитета КП(б) Таджикистана,
- 1948 год — заведующий сельскохозяйственным отделом ЦК КП(б) Таджикистана,
- 1949 — 1951 годы — заведующий транспортным отделом ЦК КП(б) Таджикистана,
- 1951 — 1956 годы — заместитель председателя Совета Министров Таджикской ССР,
- 1956 — 1957 годы — министр совхозов Таджикской ССР,
- 1957 — 1962 годы — председатель Таджикского республиканского Совета профсоюзов.

Избирался депутатом Верховного Совета СССР 1-го — 5-го созывов.
С 1962 году, находясь на пенсии, — советник Совета Министров Таджикской ССР (1962 — 1966 годы), референт Управления делами Совета Министров Таджикской ССР (1966 — 1969 годы), директор Таджикского филиала Всесоюзного объединения «Союзкварцсамоцветы» (1969 — 1971 годы).